# إسكالابلانو
إسكالابلانو، (بالإنجليزية: Escalaplano)‏، هي بلدية، في مقاطعة جنوب سردينيا، في إقليم سردينيا الإيطالي، وتقع على بعد حوالي 50 كيلومترًا (31 ميلًا) شمال شرق كالياري.

## السكان
في سنة 1861 بلغ عدد السكان 1٬455 نسمة، وتطور العدد ليصل في سنة 2011 لـ 2٬268 نسمة.
يظهر هذا المخطط البياني تطور النمو السكاني لـ إسكالابلانو